# Malcolm (Schiff, 1919)
Die Malcolm, auch HMS Malcolm (Kennung: D19 / I19), war ein Zerstörer (Flottillenführer) der Scott-Klasse der britischen Marine, der von 1919 bis 1945 in Dienst stand.

## Geschichte

### Bau und Zwischenkriegszeit
Der Bauauftrag für die spätere Malcolm wurde noch während des Ersten Weltkrieges, als achte Einheit der Scott-Klasse, an die Werft Cammell, Laird in Birkenhead vergeben. Diese legte den Rumpf am 27. März 1918 auf Kiel und der Stapellauf erfolgte am 29. Mai 1919. Die Indienststellung erfolgte am 14. Dezember 1919.
Anfangs bei der 5. Zerstörerflottille der Atlantic Fleet eingesetzt wurde die Malcolm wegen nichtsbedarfs schon früh der Reserve zugeteilt.

### Zweiter Weltkrieg
Im September 1939 wurde die Malcolm Flottillenführer der 18. Zerstörerflottille in Portsmouth, die mit den Zerstörern Amazon, Ambuscade, Achates, Antelope, Arrow und Anthony der A-Klasse ähnliche Aufgaben wie das Schwesterboot Mackay mit der 16. Zerstörerflottille erfüllte. Im Mai 1940 kam auch die Malcolm nach Dover, um die Evakuierung britischer Truppen vom Kontinent zu unterstützen. Am 15. Mai 1940 erfolgte der erste Einsatz in der Operation Ordnance nach Hoek van Holland. Vom 26. Mai bis zum 4. Juni machte das Boot acht Fahrten im Rahmen der Operation Dynamo nach Dünkirchen.
Ab Juli 1940 gehörte die Malcolm zu den Einheiten, die die niederländische, belgische und französische Küste überwachten und deutsche Landungsvorbereitung erkennen und behindern sollten. Sie gehörte zu einer von dem Kreuzer HMS Cardiff geführten Gruppe. Am 14. August 1940 wurden nachts Malcolm und der Zerstörer HMS Verity von der 12. U-Jagdflottille beschossen, welche vier Treffer landet. Die Schiffe entfernten sich aber und die deutsche Flottille wurde aus Angst vor Minen abgezogen. Auch die ab dem Morgen des gleichen Tages laufende Suche der Kriegsmarine nach den britischen Zerstörern durch die 1., 2. und 15. Minensuch-Flottille wurde ohne Ergebnis abgebrochen.
Am 10. September 1940 griffen Malcolm und die Zerstörer Wild Swan und Veteran Landungsfahrzeuge in Ostende an und beschossen zwei Tage später Boulogne bei einem Vorstoß entlang der französischen Küste.
Ende des Monats wurde die Malcolm den Verbänden zur Sicherung der Geleitzüge über den Atlantik zugewiesen. In den folgenden zwölf Monaten sicherte das Boot 29 Atlantik- und 3 Gibraltar-Geleitzüge, von denen zehn angegriffen wurde. Sie war dabei in zwei größere Geleitzugschlachten verwickelt. Ab Februar 1941 war sie das Führungsschiff der neu gebildeten 8th Escort Group. Am 10. Mai rettete die Malcolm elf Schiffbrüchige der von U 556 versenkten Empire Caribou. Malcolm verstärkte dann mit der 8th EG die Sicherung des angegriffenen Geleitzuges HX 126, der bereits sechs Schiffe verloren hatte. Es gelang ihnen, alle weiteren Angriffe abzuwehren und weitere Verluste zu verhindern sowie U 74 schwer zu beschädigen, das seine Fahrt abbrechen musste.
Im Juni 1941 verloren die Malcolm und ihre Gruppe (Zerstörer Scimitar, Korvetten Arabis und Violet sowie der Minensucher Speedwell) aus HX 133 fünf Schiffe in einer Nacht; in den folgenden vier Tagen konnten alle weiteren Angriffe unterbunden werden und die Malcolm war am 29. Juni 1941 an der Versenkung von U 651 beteiligt. 45 Mann dieses Bootes konnten gerettet werden.
Am 11. August 1942 lief die Malcolm aus Gibraltar als Begleitzerstörer des Flugzeugträgers Furious mit Keppel, Venomous, Wolverine und Wrestler Richtung Malta. Nahe der Balearen starteten vom Träger Spitfires, die zur belagerten Insel flogen, um dort die Luftverteidigung zu verstärken. Am 12. August wurde die Malcolm vom italienischen U-Boot Dagabur angegriffen, das bei einem erneuten Angriffsversuch auf den Verband von der Wolverine versenkt wurde.
Mit einigen ihrer Schwesterschiffe war das Boot dann an der Sicherung des Geleitzuges PQ 18 beteiligt, wurde allerdings schon bald von der Geleitzugsicherung erneut abgezogen. Im November 1942 war die Malcolm neben der HMS Broke für die Operation Terminal ausgewählt worden, bei der die beiden britischen Zerstörer mit US-Rangern an Bord am 8. November in den Hafen von Algier eindringen sollten. Beide Boote wurden frühzeitig entdeckt und von den französischen Küstenbatterien unter Feuer genommen.
Malcolm erhielt schwere Treffer, hatte zehn Tote und sehr viele Verwundete an Bord. Drei der vier Kessel fielen aus. Sie konnte nur noch vier Knoten laufen und zog sich zurück. Auch wenn der Angriff nicht nach Plan verlief, wurde das Hauptziel, die Verhinderung von Zerstörungen an den Hafenanlagen, erreicht.
Nach Reparatur in der Heimat war das Boot im März 1943 mit einem Hedgehog-Werfer, nur noch zwei 12-cm-Kanonen, sechs Flugabwehrwaffen und modernen Ortungsgeräten wieder einsatzbereit und verlegte über Gibraltar nach Freetown, um Geleitzüge von dort bis Gibraltar zu sichern. 1944 kehrte sie in die Heimat zurück, kam aber bei der Landung in der Normandie nicht zum Einsatz und wurde im Mai 1945 außer Dienst gestellt und schon ab Ende Juli 1945 in Barrow verschrottet.